# 切削动力头
切削动力头是指专用于切割，使用自带电动或气动动力旋转主轴的动力装置，是切削加工自动化的主要功能组件。切削动力头适合大、中批量零件的高效切削加工或特殊零件的快速切削加工。

## 分类
切削动力头按功能分为：钻削动力头，攻丝动力头，铣削动力头，镗削动力头，铰孔动力头等。

## 特征
- 主轴带有配合刀杆的锥孔或直接能夹持刀具的夹具；
- 主轴回转精度较高；
- 由气动或电动动力实现主轴的旋转；
- 带进给功能，实现快进、工进、快退或更复杂的轴向进给运动；
- 外形紧凑，容易安装，容易组装成切削加工专用机床（组合机床）或自动生产线。